# Polyscias royenii
Polyscias royenii är en araliaväxtart som beskrevs av Philipson. Polyscias royenii ingår i släktet Polyscias och familjen araliaväxter. Inga underarter finns listade.